# Goce Toleski
Goce Toleski (mazedonisch Гоце Толески; * 5. Mai 1977 in Ohrid) ist ein mazedonischer ehemaliger Fußballspieler. Er spielte 18-mal für die mazedonische Fußballnationalmannschaft.

## Karriere
Seine erfolgreichste Zeit in Mazedonien hatte er 2004 bis 2006 bei Rabotnički Skopje, als er zweimal hintereinander mit dem Verein Landesmeister wurde.  Nach seinem Wechsel 2006 zu Renova Džepčište war er auch dort einer der besten Stürmer der Liga in der Hinrunde 2006/07, bevor ihn der deutsche Zweitligist Wacker Burghausen als Verstärkung im Abstiegskampf verpflichtete. In zwölf Spielen erzielte er zwei Tore; Wacker stieg am Saisonende ab.
Nach der Rückrunde 2006/07 wechselte Toleski ablösefrei zum tschechischen Erstligisten FK Siad Most. In Most wurde er mit sieben Treffern in 13 Hinrundenspielen bester Torschütze der Gambrinus-Liga. Er wechselte daraufhin zum tschechischen Champions-League-Teilnehmer Slavia Prag. Mit drei Toren in elf Spielen war er um Meistertitel.
In der Saison 2007/08 gewann Toleski die Wahl zum besten ausländischen Spieler der Gambrinus Liga. Im Februar 2009 wurde er bis Saisonende an Sigma Olomouc ausgeliehen und spielte ab 2009 für FK Renova Džepčište, FK Mladá Boleslav und zuletzt (2011) den FK Ohrid 2004.

## Erfolge
- Mazedonischer Meister 2005 und 2006 mit Rabotnicki Kometal Skopje
- Tschechischer Meister 2008 mit Slavia Prag